# Guns, Bombs and War: A Love Story
Pour plus de détails, voir Fiche technique et Distribution.
Guns, Bombs and War: A Love Story est un film documentaire franco-américain, sorti en 2020. Il est écrit et coproduit par Tina Love et Emmanuel Itier, et réalisé par Emmanuel Itier.

## Synopsis
La série Tools for Humanity d’Emmanuel Itier se compose de cinq longs métrages, dont les quatre premiers (The Invocation, Femme, We The People et The Cure) ont été coproduits par l’actrice Sharon Stone. Guns, Bombs and War: A Love Story est le cinquième et dernier de la série. Lise Romanoff, PDG et directrice générale de Vision Films, a déclaré : « Vision Films croit fermement au pouvoir du documentaire pour le changement. Emmanuel Itier a consacré sa carrière cinématographique à ce type d’activisme et de plaidoyer. »
Le documentaire a été filmé dans le monde entier. Il explore la violence et l’état de guerre permanente de l’humanité, avec des guerres sans fin qui font rage à travers le monde, tels que le conflit israélo-palestinien ou la dictature militaire au Myanmar. Avec des armes capables de tout effacer de la surface du globe, l’avenir du monde est en jeu. Guns, Bombs and War: A Love Story pose la question suivante : comment transformer une civilisation en guerre contre elle-même en une société éprise de la Paix ?
Le film propose un voyage à travers l’histoire, la biologie, la mythologie et les fables pour en apprendre davantage sur l’histoire d’amour de l’humanité avec les armes à feu, les bombes et la guerre. Il vise à découvrir si la violence est dans nos gènes ou si c’est une construction de notre esprit, créée par ceux qui sont violents et destructeurs. Ce film fournit des outils d’espoir, il met en lumière les efforts humanitaires pour changer le monde et travailler pour la paix.

## Distribution
- Christine Ahn
- Raymond Bagatsing
- Nishanti Bailey
- Jeff Baron
- Jude Currivan
- Daniele Ganser
- Brian Gonsalves
- Deirdre Hade[4]
- Dr. Ira Helfand
- Ira Israel
- Bernard Itier
- David Krieger
- Mitzi Leung
- Mairead Maguire, lauréate du prix Nobel de la paix[2]
- Maya The Shaman
- Vijay Mehta
- Julia Morris
- Dr. Sue Morter[4],

## Production
Le film est sorti en avril 2021 aux États-Unis.